# Seljaküla
Seljaküla is een plaats in de Estlandse gemeente Lääne-Nigula, provincie Läänemaa. De plaats heeft de status van dorp (Estisch: küla).
Tot in oktober 2013 behoorde Seljaküla tot de gemeente Oru. In die maand werd Oru bij de fusiegemeente Lääne-Nigula gevoegd.

## Bevolking
Het dorp had 31 inwoners op 31 december 2011 en 41 inwoners op 31 december 2021.